# Enrico Alfonso
Enrico Alfonso (Padua, Italia, 4 de mayo de 1988) es un futbolista italiano. Se desempeña como guardameta y actualmente milita en el Virtus Verona de la Serie C.

## Clubes
| Club                     | País   | Año           |
| ------------------------ | ------ | ------------- |
| ChievoVerona             | Italia | 2005-2007     |
| Pizzighettone (préstamo) | Italia | 2006-2007     |
| Inter de Milán           | Italia | 2007-2011     |
| Venezia (préstamo)       | Italia | 2008          |
| Pisa (préstamo)          | Italia | 2008-2009     |
| Modena (préstamo)        | Italia | 2009-2011     |
| Cremonese                | Italia | 2011-2013     |
| Vicenza                  | Italia | 2013-2014     |
| Pro Piacenza             | Italia | 2014-2015     |
| Cittadella               | Italia | 2015-2018     |
| Brescia                  | Italia | 2018-2020     |
| Cremonese                | Italia | 2020-2022     |
| SPAL                     | Italia | 2022-2025     |
| Virtus Verona            | Italia | 2025-presente |